# Julius Horwitz
Julius Horwitz est un écrivain américain, né le 18 août 1920 à New York et mort en 1986 à Larchmont (État de New-York). Il a publié neuf livres. L'un d'eux a été adapté aux États-Unis pour le cinéma : il s'agit de Natural Enemies (en), réalisé par Jeff Kanew en 1979.
C'est en 1953 qu'il reçoit son diplôme de l'École nouvelle pour la recherche sociale. De 1956 à 1979 il travaille pour le Département des affaires sociales de New-York.
Son premier roman, The inhabitants, sort en 1960.
Seuls deux de ses livres ont été publiés en France : Journal d'une fille de Harlem (Points Roman, 1987) et Natural Ennemies (Éditions Baleine, 1975). Le premier propose de découvrir à travers un journal intime le quotidien d'une famille afro-américaine vivant dans la pauvreté et dépendante du système social, dans un environnement touché par la drogue et le racisme. Le deuxième relate la dernière journée d'un homme qui a décidé de tuer sa famille le soir même. Un autre de ses livres se rapproche aussi de ces thèmes, qui traite du système social de New-York.
Il meurt d'une crise cardiaque le 18 mai 1986.

## Romans
- Behind every door, Belmont Books, 1961.
- Can I Get There By A Candlelight, Bantam, 1963.
- The inhabitants, Four Square, 1965.
- W.A.S.P, Bantam, 1967.
- The Diary of A.n : The Story of the house On West 104th Street, Worn Condition, 1971.
- Married Lovers, Littlehampton Book Services Ltd, 1974.
- Natural Ennemies, Littlehampton Book Services LtD, 1975.
- Landfall, Holt, Rinehart and Winston, 1977.
- Best Days, Holt, Rinehart, and Winston, 1980.